# Per-Håkan Slotte
Per-Håkan Daniel Slotte, född 9 december 1942 i Hammarland, är en finländsk arkitekt. Han är bror till Carl-Johan Slotte. 
Slotte utexaminerades från Tekniska högskolan i Helsingfors 1970, var anställd som arkitekt hos Helsingfors stad 1970–1972, vid Helsingfors regionplansförbund 1972–1980 och som överinspektör vid handels- och industriministeriet 1980–1991. Han var därefter kommundirektör i Borgå landskommun fram till kommunsammanslagningen 1995, då han blev stadsdirektör i Borgå. Under 1970- och 1980-talen var han aktiv inom Svenska folkpartiet och innehade talrika förtroendeposter i Helsingfors stad och Helsingfors kyrkliga samfällighet.